# Miguel Aguirre Martínez Falero
Miguel Aguirre Martínez Falero (Ferrol, 20 de desembre de província de la Corunya, 1944) és un metge i polític establert al País Basc. És llicenciat en medicina i cirurgia.
Ha estat cap local de Sanitat de Lezama, Aiara i Artziniega (Àlaba) durant els anys setanta. Procedent de la Democràcia Cristiana Basca, ingressà en la UCD i fou membre del Comitè Executiu d'aquest partit d'Àlaba. És autor d'un treball sobre neurolèptics en la Pràctica de la Medicina General.
A les eleccions generals espanyoles de 1979 fou escollit senador d'UCD per Àlaba; de 1979 a 1982 fou vicepresident primer de la Comissió de Defensa Nacional del Senat d'Espanya. Després de l'ensulsiada del partit en 1982 es va retirar de la política.